# Provincie

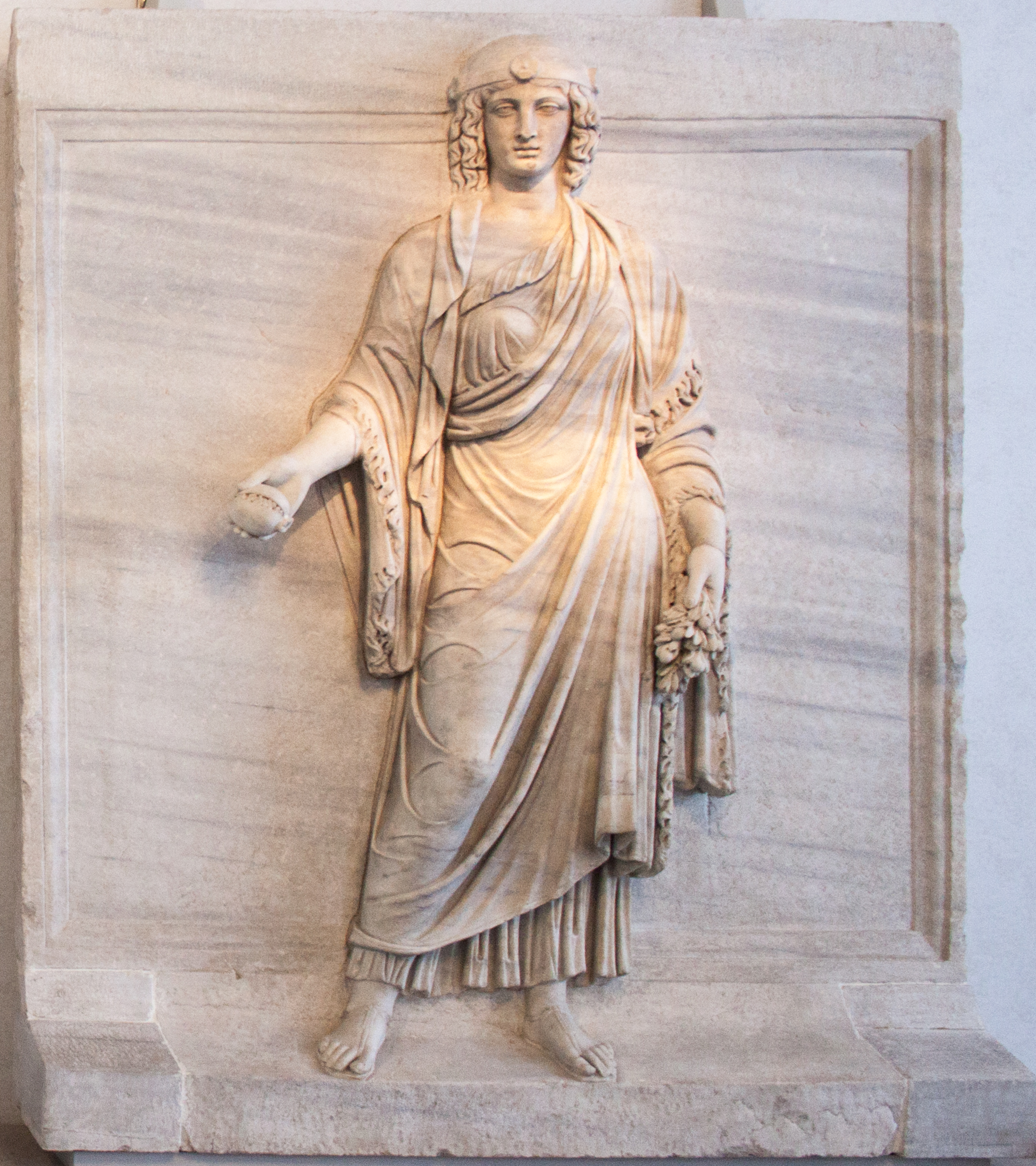
Personificatie van een Romeinse provincie, vermoedelijk Egypte. Relief van een Romeinse vrouw met vruchten van de oogst, 145 na Chr., Palazzo Massimo alle Terme, Rome

Een provincie is een deelgebied van een land met vaak een eigen regionaal bestuur. Het gaat veelal om een bestuurs- of beheerslaag tussen het nationale en gemeentelijke bestuur, maar hier zijn uitzonderingen op.

## Woordgebruik en afbakening
De term provincie (of een anderstalige vorm ervan) wordt in verschillende landen gebruikt, waaronder Nederland en België. Veel landen hebben echter andere namen (district, woiwodschap, departement, deelstaat, oblast enzovoorts) voor hun regionale bestuurslagen. Sommige – vooral kleinere – landen hebben geen bestuursniveau tussen de staat en het lokale niveau (de gemeenten).
Wanneer een land wel provincies heeft, is vaak het gehele land verdeeld in provincies, of het overgrote deel ervan. Het kan ook voorkomen dat bepaalde bestuurlijke eenheden sterkere autonomie hebben; die delen kunnen 'autonome provincie' heten maar zulke gebieden kunnen ook een afwijkende aanduiding hebben. Anderzijds zijn er in sommige landen gebieden die direct onder de staat vallen en niet onder een provincie of vergelijkbare eenheid.

## Staatsrechtelijk
Staatsrechtelijk is de provincie in Nederland en België de bestuurlijke eenheid tussen de gemeenten en de centrale overheid, slechts ten dele staat deze in staatsrechtelijke zin "boven" de gemeenten. In Nederland vormen de provincies de enige bestuurslaag tussen de gemeenten en de rijksoverheid. In Vlaanderen en Wallonië ligt de provinciale bestuurslaag tussen de gemeentelijke en die van het gewest. Het Brussels Hoofdstedelijk Gewest heeft geen provincies. Aan het hoofd van een provincie staat in België een gouverneur en in Nederland de provinciale staten, een college van volksvertegenwoordigers. In Nederland zit de commissaris van de Koning de collegevergadering voor. In België is de gouverneur een ambtenaar; de politieke macht van de provincie ligt in handen van de Bestendige Deputatie.

### Nederland
In Nederland heeft de provincie op verschillende beleidsterreinen, zoals ruimtelijke ordening en openbaar vervoer een belangrijke coördinerende taak. De provincie is in sommige gevallen toezichthouder op gemeenten en waterschappen. Provincies werken onderling samen in het Interprovinciaal Overleg en hebben functies in het kader van het Europees Comité van de Regio's.

### België
Volgens de grondwet regelt de provincie wat van provinciaal belang is, alsook de haar toegewezen taken door de Gemeenschap of het Gewest.

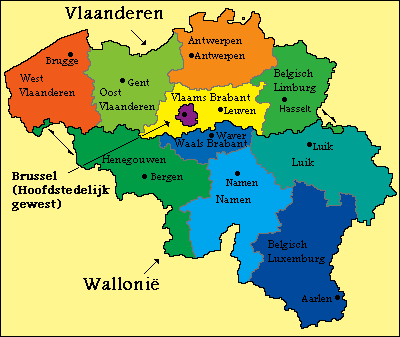
Provincies van België

In België wordt sedert de invoering van het federalisme met het ontstaan van Gewesten en Gemeenschappen, het nut van de provincies sterk in twijfel getrokken. Er werden al politieke initiatieven genomen om de provincies op te doeken, maar dat is niet gelukt. De provincie is wel nog een belangrijke speler in de beroepsprocedure tegen beslissingen van gemeentebesturen inzake omgevingsvergunningen. In vele gevallen wordt een negatieve beslissing van gemeenten teruggedraaid, en advies van eigen ambtenaren genegeerd, in het voordeel van eigenaar of ontwikkelaar.

### Andere landen
Ook voor bovenlokale bestuurlijke eenheden in andere landen wordt wel de naam provincie gebruikt. De bestuurlijke verantwoordelijkheden van zulke gebieden kunnen echter sterk uiteenlopen. In enkele gevallen is er verregaande autonomie, zoals bij de Canadese provincies, en gaat het feitelijk om deelstaten. In verschillende andere landen zijn de bevoegdheden van het provinciebestuur juist zeer beperkt. In Italië en Spanje wordt de naam provincie gebruikt voor een extra bestuurslaag tussen de regio's en de gemeenten, qua bevoegdheden vergelijkbaar met de provincies in Nederland en België.
Enkele voorbeelden:
- Duitsland en Oostenrijk hebben een federale structuur met deelstaten (Bundesländer). In Duitsland komt het Regierungsbezirk (district) overeen met het Belgische en Nederlandse begrip provincie.
- De DDR had eveneens Bezirke, maar geen deelstaten.
- Zwitserland is een confederatie met kantons. Deze hebben een eigen regering met grote bevoegdheden.
- Het Franse departement is van dezelfde aard als de provincie in de Lage Landen.
- Groot-Brittannië en Ierland zijn traditioneel ingedeeld in counties (enkelvoud: county). De Britse graafschappen vormden de basis voor de huidige bestuurlijke indeling, maar verschilden daarvan qua regio en qua bevoegdheden. Door reorganisaties is een gemengd systeem ontstaan, zie bijvoorbeeld Stedelijke en niet-stedelijke graafschappen van Engeland.
- Binnen de Verenigde Staten zijn de meeste staten ingedeeld in counties.
- In Indonesië is de provincie de bestuurslaag tussen de centrale regering en de regentschappen, die op hun beurt opgedeeld zijn in onderdistricten.
- Elders worden eveneens vaak lokale namen gebruikt voor bestuurlijke eenheden op het eerste niveau. Voorbeelden hiervan zijn de ajmguud (stamgebieden) in Mongolië, changwat in Thailand, dzongkhags in Bhutan, itūmālō in Samoa, prefecturen in Japan en viloyati in Oezbekistan (en met vergelijkbare benamingen in veel andere islamitische landen).De provincie met de grootste bevolking ter wereld is Guangdong, China, met een geschatte populatie van 104 miljoen mensen (census van 2010).

Qua oppervlak is Jakoetië, Rusland, het grootste landsdeel ter wereld. Het oppervlak bedraagt ruim drie miljoen km².

## Historisch
Het woord provincie gaat terug op het Latijnse woord provincia voor het Romeinse bestuur over de veroverde gebieden buiten het Italische schiereiland. Een van deze provincies leeft voort in de naam Provence voor het zuidoosten van Frankrijk.
De meeste provincies in Nederland en België vormen een voortzetting van de autonome gewesten uit de federatieve Republiek der Zeven Verenigde Nederlanden. Afgevaardigden, ofwel gedeputeerden, vergaderden in de Staten-Generaal over onderwerpen die voor de hele Republiek relevant waren; besluiten werden genomen na ruggespraak tussen de gedeputeerden en hun provincie. De rest regelden de provincies zelf. De bestuurlijke verantwoordelijkheid van de gewesten is na de Franse tijd niet hersteld, daar het nieuwe Koninkrijk der Nederlanden zich naar richtlijn van het Congres van Wenen als eenheidsstaat moest ontwikkelen. De bestuurscultuur uit de Republiek werd door de volksvertegenwoordigers echter wel zoveel mogelijk meegenomen naar het nieuwe staatsorganen de Tweede en Eerste Kamer der Staten-Generaal. Mogelijk omdat de Grondwet van 1814 en 1815 nauwelijks regels gaf voor de werkwijze in het parlement. Met name in die provincies die een lange eigen bestuurlijke, politieke en culturele traditie kennen, bleef de gewestelijke identiteit sterk. In cultureel heterogene provincies als Gelderland en Overijssel is nooit een provinciale identiteit ontstaan. De sterk verstedelijkte provincies Noord- en Zuid-Holland, Utrecht en Antwerpen hebben in de late 19e en 20e eeuw het voortouw genomen in de culturele gelijkschakeling in de nieuwe eenheidsstaat.
Geen voortzetting van voormalige gewesten en als zodanig een uitzondering op het bovenstaande zijn de provincies Limburg (in Nederland en België) en Luxemburg (België), die als bestuurseenheid niet verder teruggaan dan de 19e eeuw. De opdeling van het gewest Holland in de huidige provincies Noord- en Zuid-Holland dateert van 1840. Flevoland is grotendeels uit het IJsselmeer gewonnen en werd op 1 januari 1986 gevormd uit de Flevopolder, Urk, en de Noordoostpolder. De opdeling van de Belgische provincie Brabant in de huidige provincies Waals- en Vlaams-Brabant dateert van 1 januari 1995.
De Belgische provinciën zijn verdeeld per gewest. Vlaanderen is onderverdeeld in de provinciën Antwerpen, Limburg, Oost-Vlaanderen, Vlaams-Brabant en West-Vlaanderen. Wallonië is onderverdeeld in de provinciën Henegouwen, Luik, Luxemburg, Namen en Waals-Brabant.

## Kerkelijke provincies
Ook de Rooms-Katholieke Kerk is verdeeld in provincies: kerkprovincies. Daarnaast groeperen de meeste kloosterorden hun kloosters of abdijen ook in provincies, die doorgaans samenvallen met staatkundige indelingen. Zo hadden bijvoorbeeld de Dominicanen en de Franciscanen een Nederlandse, Vlaamse en Waalse provincie, met aan het hoofd telkens een provinciaal. De hoofdzetel van een ordeprovincie wordt provincialaat genoemd. Bij de Norbertijnen is het equivalent van de provincie een circarie.

## Platteland
De term de provincie wordt ook wel gebruikt om het gebied in een land buiten de hoofdstad of buiten de grote steden aan te duiden, dus het platteland en kleinere steden.